# Apocryptus aurantius
Apocryptus aurantius är en stekelart som beskrevs av Gupta 1983. Apocryptus aurantius ingår i släktet Apocryptus och familjen brokparasitsteklar. Inga underarter finns listade i Catalogue of Life.